# Urotsukidōji
Urotsukidōji (en japonés 超神伝説うろつき童子, Chōjin Densetsu Urotsukidōji) es una serie de manga seinen de corte hentai creada por Toshio Maeda, que trata sobre una extraordinaria criatura que debe llegar a la Tierra: el Chojin, una especie de dios que romperá las barreras y traerá la paz definitiva a los tres mundos: el de los humanos, el de los hombres bestia o Jyujinkai, y el de los demonios o Makai. Esta leyenda está a punto de cumplirse en el Tokio actual, lo que supondría el fin de la presente civilización.
El manga fue adaptado a varias miniseries de OVAs dirigidas por Hideki Takayama. Takayama se tomó una serie de libertades al adaptar el manga de Maeda, haciéndolo más atractivo comercialmente. Estos cambios propiciaron el éxito mundial de la serie animada, produciéndose las secuelas Urotsukidōji II: La matriz del demonio, Urotsukidōji III: El retorno del señor del mal, Urotsukidōji IV: El jardín secreto y Urotsukidōji V (esta última inconclusa). Esta serie de OVAs, recopiladas posteriormente en películas (uniendo los OVAs a modo de largometraje), están consideradas como un clásico dentro del anime.

## Historia

### Manga
Amano Jyaku, un híbrido demoníaco/humano travieso y psicópata, es desterrado a la Tierra y el Gran Anciano le ordena encontrar al Chojin: el dios inmejorable del mundo de los demonios que se esconde dentro del cuerpo de un hombre.
Un grupo de demonios reptiles/anfibios quiere encontrar al Chojin y usar su poder en nombre de la Reina de los Demonios. Bajo el liderazgo de Suikakuju, rival del Anciano y amante de su esposa separada, la Reina de los Demonios, traman una serie de complots para tratar de capturar a los Chojin, la mayoría de los cuales salen terriblemente mal.
Amano es enviado para proteger al Chojin, pero después de que su lascivo amigo Koroko y su hermana ninfómana Megumi lo encuentran, las cosas resultan ser más difícil.

### OVA
Según la leyenda, cada 3000 años nace el Chojin (el auténtico dios de dioses) que teóricamente unirá los tres mundos y creará uno solo lleno de paz y armonía. Y a este Chojin es a quien buscan tanto Amano Jyaku como su hermana Megumi, dos Jyujinkai cuya misión desde pequeños ha sido encontrar a este supuesto dios de dioses. Pero eso sí, deben encontrarlo antes que sus enemigos, los demonios Makai, puesto que estos pretenden destruirlo e impedir la unión de los mundos. Para su sorpresa, descubren que el Chojin se encuentra dormido en el interior de un pervertido adolescente llamado Tatsuo Nagumo.

## Recepción y distribución
Los OVAs se volvieron muy famosos por la temática de la violación por tentáculos y es considerado un clásico del género hentai. Es una serie controvertida que ha sido editada, censurada o prohibida en muchos países debido a su fuerte contenido sexual.
La primera miniserie de OVAs fue editada como largometraje en España por Manga Films, gozando de un éxito más que considerable. Este hecho propició la edición de todas las secuelas animadas de la saga. Aun así, la reciente Urotsukidōji: New Saga, que replantea la trama de la primera parte de la serie pero con un estilo más actual, sigue inédita en España.
El canal Locomotion editó algunos OVAs para la venta en su tienda en línea, con distribución para América Latina y España. Tanto Urotsukidōji: La leyenda del señor del mal como Urotsukidōji II: La matriz del demonio han sido posteriormente editadas en España en formato DVD por Llamentol.
El manga, por su parte, fue editado en España por Yowu Entertainment, lanzando el primer volumen en octubre de 2016, coincidiendo con la visita de Toshio Maeda al XXII Salón del Manga de Barcelona, un año después lanzó el segundo volumen en el Salón del Manga, y hasta la fecha aún no se han sacado más volúmenes.
Tal fue su éxito en España durante los 90 que el famoso rapero conocido como El Chojin toma su nombre artístico del Dios de la serie.

## Urotsukidōji: La leyenda del señor del mal (serie de 3 OVAs - 1987-1989)
Según antiguas creencias, nuestro universo se compone de tres dimensiones paralelas: nuestro mundo (Ningenkai), el de los demonios (Makai) y el de los hombres bestia (Jyujinkai). Tres dimensiones interrelacionadas a la vez que totalmente separadas por diferentes vibraciones. Pero esas creencias hablan de la llegada del ser supremo (Chojin), una especie de dios que llevará la paz definitiva a los tres mundos. La leyenda está a punto de cumplirse en el Tokio actual, lo que supondría el fin de la civilización.
Amano Jyaku, un guardián procedente de otra dimensión, quiere descubrir la identidad del Chojin para evitar un apocalipsis en nuestro planeta.

## Urotsukidōji II: La matriz del demonio (serie de 2 OVAs - 1990-1991)
Ubicada cronológicamente entre la primera y segunda OVA de la serie original, nos presenta Münchausen II, un científico loco que había trabajado junto a su padre para la Alemania nazi, y que ahora pretende eliminar al Chojin para hacerse el amo de los tres mundos. Para este propósito se ha fijado en el primo de Nagumo, Tateaki Kiryū. Con un plan urdido con el objetivo de transferir algunos poderes del Overfiend a Tateaki, Münchausen consigue que los dos parientes se enfrenten en un duelo de poderosos monstruos.
La secuela no continúa los acontecimientos de la primera serie de OVA y se centra en sucesos no explicados de la misma. Su principal función es la presentación de Münchausen II, personaje con un papel importante en episodios venideros.

## Urotsukidōji III: El retorno del Overfiend (serie de 4 OVAs - 1992-1993)
La historia sigue 20 años después de la destrucción de los tres mundos llevada a cabo por Nagumo transformado en Dios de la Destrucción. El verdadero Chojin nace en el castillo de Osaka adelantándose a las predicciones, advirtiendo a Amano del nacimiento en Tokio de una fuerza maléfica con poder suficiente para destruirle, el Kyo-o. A todo esto, una nueva raza ha nacido a partir del caos provocado por la unión de los mundos, los Makemono (demonios bestia). Esta raza es esclavizada por el dictador Casar, que junto a su camarada Faust pretende hacerse con el poder de Kyo-o y eliminar al Chojin.
Todos los personajes están enfrentados entre sí, cada uno con sus propios intereses, y se muestran al espectador como bestias con humanidad. Buju (un Makemono protagonista junto a Caesar de esta edición) representa el deseo de luchar por ser libre, y a pesar de que sus poderes no son gran cosa comparados con los de Amano o el Chojin, protege al bebé como algo sagrado. Es precisamente esa característica del protagonista, alejándose un poco de los estallidos infernales, que hace a esta edición única en la saga de Urotsukidöji.

## Urotsukidōji IV: Camino infernal (serie de 3 OVAs - 1993-1995)
La personificación de Kyo-o, Himi, se dirige al castillo de Osaka escoltada por Buju y sus compañeros makemonos, con la intención de plantar batalla al Chojin. A su paso encuentran una misteriosa ciudad donde los adultos son cruelmente dominados por los niños, hecho que despierta la curiosidad de Amano, que cree que es obra de Nagumo. Además, Yoenki, la hermana de Suikakujū, planea vengarse de Amano a cualquier precio.
Última parte de la saga editada en Occidente (si obviamos la adaptación Urotsukidōji: New Saga), que sigue la trama iniciada en la tercera serie de OVA. En un principio iba a tener un final distinto, que mostraba como el Chojin presentado al inicio de la tercera serie no es más que otro Makai, no el auténtico Chojin. Este final fue abandonado puesto que la producción de Urotsukidōji V, que iba a explotar este filón argumental, no llegó a buen puerto, ya que la popularidad de la saga había disminuido considerablemente. La gran calidad de las dos primeras partes de Urotsukidōji fue un listón demasiado alto que la tercera y cuarta parte, aun siendo dignas, no pudieron asumir.

## Urotsukidōji V: El capítulo final (OVAs - 1996)
Finalmente, el gran final que iba a tener la serie se quedó en una única OVA, en el que la historia prosigue a partir de la hipotética reconstrucción del mundo después de que el Chojin entrara en contacto con la sangre de Kyo-o. El aspecto visual de este episodio está más cerca de las primeras entregas de la saga, intentando recuperar el espíritu que las hizo triunfar en todo el mundo. Aun así, la animación peca de ser algo precaria -da la sensación de estar inacabada-, aunque este hándicap se ve compensado con un diseño de personajes atractivo.

## Urotsukidōji: New Saga (serie de 3 OVAs - 2004)
Conocidas como The Urotsuki en Japón, estas 3 OVA son una adaptación de Urotsukidōji: La leyenda del señor del mal adaptado a los tiempos que corren, aunque tomándose muchas libertades creativas y argumentales. En estos tres capítulos volvemos a ver a Amano Jyaku y Kuroko intentando dar con el Ultra Dios (Chojin) que unirá los tres mundos en "paz y armonía". Ozaki y Nagumo son los principales candidatos. ¿Quién es el auténtico Chojin? En estos OVA Ozaki tiene un papel más importante que en los originales, y hay bastantes cambios, como por ejemplo el hecho de que Ozaki practique boxeo en vez de baloncesto, que Akemi sea una adivina en vez de la novia de Nagumo, Megumi no aparece.

## Reparto
- Productor Ejecutivo: Yoshinobu Nishizaki
- Productor: Yasuhito Yamaki Director: Hideki Takayama
- Guion: Noboru Aikawa
- Historia Original: Toshio Maeda
- Música: Masamichi Amano
- Productora: West Cape Corporation
- Planificación: Yoshinobu Nishizaki, Hiromi Chiba
- Director Artístico: Shigemi Ikeda
- Supervisor: Eiichi Yamamoto
- Directores de animación: Dan Kongoji, Shiro Kasami, Mari Mizuta, Kaoru Washida, Eitaro Tono.
- Directores de fotografía: Shigeo Kamiyama, Susumu Yamakawa, Akihiko Takahashi.
- Director de Sonido: Yasunori Honda
- Productor de Sonido: Yota Tsuruoka
- Editor: Shigeru Nishiyama
- Recording: Yukio Abe